# Waltraud Hakenberg
Waltraud Hakenberg (* 19. Juni 1955; † 20. Januar 2024), geb. Schuberl, war eine deutsche Juristin, Hochschullehrerin für Europarecht an der Universität des Saarlandes und Kanzlerin des Gerichts für den öffentlichen Dienst der Europäischen Union Luxemburg.

## Werdegang
Hakenberg studierte von 1974 bis 1979 Rechtswissenschaften in Regensburg und Genf. Sie bestand 1979 das erste Staatsexamen. Das Postgraduiertenstudium absolvierte sie von 1979 bis 1980 im Fach Gemeinschaftsrecht am Europa-Kolleg in Brügge. Ihr Rechtsreferendariat machte Hakenberg in Regensburg  (1980–1983) und schloss dieses mit dem zweiten Staatsexamen ab. In dieser Zeit promovierte sie zum 1982 Doktor der Rechte. Von 1983 bis 1989 war Hakenberg als Rechtsanwältin in München und Paris tätig. Von 1990 bis 2005 war sie Beamtin Rechtsreferentin im Kabinett des Richters Peter Jann am Gerichtshof der Europäischen Gemeinschaften. Von 2001 bis 2020 war Hakenberg Lehrbeauftragte an mehreren Universitäten in Deutschland, Österreich, der Schweiz und Russland, sowie Honorarprofessorin der Universität des Saarlandes.
Waltraud Hakenberg war Mitglied verschiedener juristischer Kommissionen, Vereinigungen und Ausschüsse; zahlreiche Veröffentlichungen im Gemeinschaftsrecht und Gemeinschaftsverfahrensrecht.